# Lex Antonia
Lex Antonia, pogosto tudi v množini kot leges Antoniae (slovensko Antonijev zakon oz. Antonijevi zakoni), je bil zakon, ki ga je po umoru Julija Cezarja na predlog Marka Antonija sprejel rimski senat leta 44. pr. n. št..
Bil je drugi zakon, ki je formalno odpravil diktaturo. Prvi je bil sprejet po drugi punski vojni s senatus consultum ultimum (končni sklep senata, točneje senatus consultum de re publica defendenda – končni sklep senata za obrambo republike). Prvi zakon je bil izničen s kasnejšima diktaturama Kornelija Sula in Julija Cezarja.
Lex Antonia je bil namenjen predvsem Marku Antoniju, ki je začel utrjevati svojo moč, delno tudi s pomočjo senatorskega razreda, ki je bil zaradi Sulove, še bolj pa Cezarjeve diktature, odrinjen od vzvodov oblasti. Na koncu tudi ta zakon ni uspel, zato je senat leta 22 pr. n. št. diktaturo ponudil Oktavijanu, vendar jo je zavrnil.